# باتسواتسوروکو
باتسواتسوروکو (به ژاپنی: 閥閲録) کتابی است که در سال ۱۷۲۰ میلادی به دستور ارباب قلمروی چوشو، موری یوشیموتو، گردآوری منابع آن به ملازم وی ناگاتا ماسازومی واگذار شد. تدوین این کتاب در سال ۱۷۲۵ بر اساس تلفیقی از منابع قدیمی و تاریخ دوره ادو آغاز شد و سال بعد به پایان رسید.
نایتو تاکاهارو ; ۱ ژانویهٔ ۱۵۲۸ – ۱ سپتامبر ۱۶۰۰). پس از مرگ تویوتومی هیده‌یوشی وی اطلاعاتی را که از طریق جاسوسی جمع‌آوری کرده بود، برای خاندان موری فرستاد. متن این نامه‌ها در کتاب باتسواتسوروکو یافت می‌شود.